# Mont Ellis
Pour les articles homonymes, voir Ellis.
Le mont Ellis est le point culminant de la chaîne Darwin, à 2 330 mètres d'altitude, en terre Victoria, dans la chaîne Transantarctique.
Il est cartographié par l'équipe du glacier Darwin de l'expédition Fuchs-Hillary (1956-1958) et nommé en l'honneur de M.R. Ellis, ingénieur qui accompagne Edmund Hillary au pôle Sud.